# Post Scriptum (formație)
Post Scriptum a fost o formație de pop/rock cu influențe de muzică jazz.
A fost înființată la Timișoara în toamna anului 1980 de trei membri ai formației "Gramofon", printre care Doru Apreotesei (care îl înlocuise pe Paul Weiner la Gramofon).
Lansarea oficială a formației a avut loc la ediția a IV-a a Festivalului CLUB A în 1981 (apar pe CD-ul respectiv), an în care au participat și la Festivalul de jazz de la Sibiu.
Au acompaniat soliști de muzică ușoară în turnee: Mirabela Dauer, Aurelian Andreescu, Dan Spătaru. sau pe Mircea Baniciu la înregistrări (de ex. melodia Zilele săptămânii)
Au apărut la TV în mai multe rânduri, de exemplu la emisiunea Portativul fulgilor de nea.
Doru Apreotesei a plecat la Sfinx în 1982, dar ceilalți membri au continuat să colaboreze, de exemplu cu Alexandru Andrieș.

## Discuri
- Post Scriptum (1981)

1. Bufonul zburător
2. Cantec de început
3. Dacă într-o zi
4. Din nou P.S.
5. Gând bun
6. Joc de cuvinte
7. Lumină și ecou
8. Mireasma nopții
9. Noul vodevil
10. Un cîntec veșnic nou

- Pe discul live de la Club A (melodia Urme de pași pe infinit)

- A doua zi(Mircea Marcovici/Alexandru Andrieș), 1984
- Ana(Mircea Marcovici/Alexandru Andrieș)
- Cântă cu noi(Mircea Marcovici/Alexandru Andrieș)
- De ziua ta(Mircea Marcovici/Alexandru Andrieș)
- Frumoasa necunoscută(Mircea Marcovici/Alexandru Andrieș), 1985
- Ochii tăi(Mircea Marcovici/Alexandru Andrieș), 1984
- Pasărea măiastră(Dan Bădulescu)
- Special pentru tine(Mircea Marcovici/Alexandru Andrieș), 1984
- Vestitorul(Dan Bădulescu), 1984

## Recenzii
- Post Scriptum au fost probabil cea mai populară formație jazz-rock a anilor '80 din România, Transilvania Jazz Festival